# Nurulla-Bei-Palast
Koordinaten: 41° 22′ 58,5″ N, 60° 21′ 25,4″ O

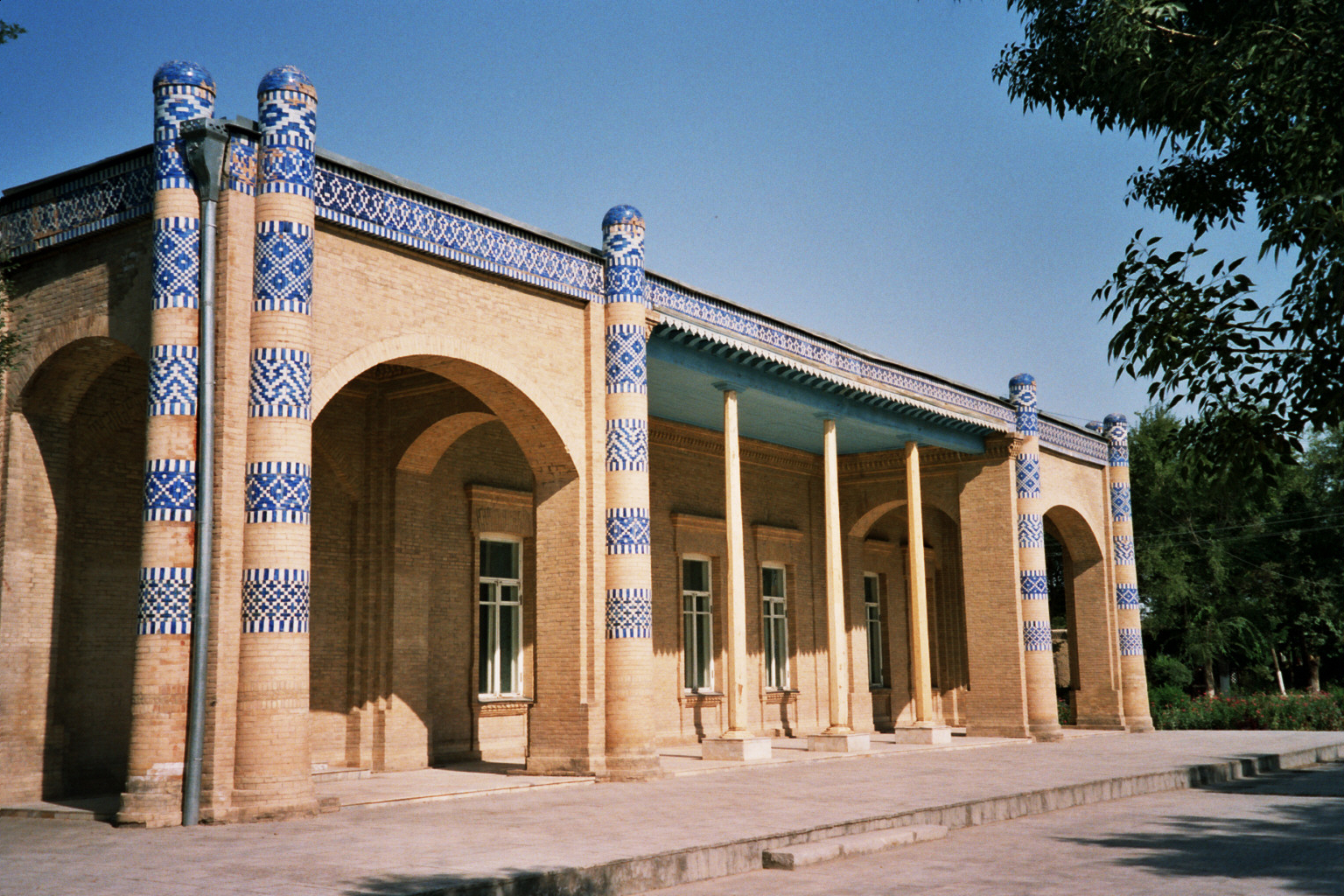
Ansicht des Palastes aus dem Jahr 2004

Der Nurulla-Bei-Palast (usbekisch Nurullaboy saroyi) ist ein Palast in der usbekischen Stadt Xiva (Chiwa). Er wurde zu Beginn des 20. Jahrhunderts im Auftrag des damaligen Khans von Chiwa, Said Muhammad Rahim II., erbaut. Nach seiner Fertigstellung im Jahr 1912 diente er als eine Residenz von Khan Esfendijar, dem letzten Herrscher des Khanats Chiwa.

## Baugeschichte
Die Planung und weite Teile der Bauzeit des Palastes fielen in die Amtszeit von Said Muhammad Rahim II., der seit 1863 Khan von Chiwa war. Während seiner Amtszeit wurde das Khanat vom Russischen Kaiserreich erobert und stand seit 1873 unter dessen Protektorat. Darüber hinaus kennzeichnete eine rege Bautätigkeit insbesondere in Ichan Qalʼа, dem historischen Stadtkern Chiwas, die Regentschaft von Khan Rahim II.

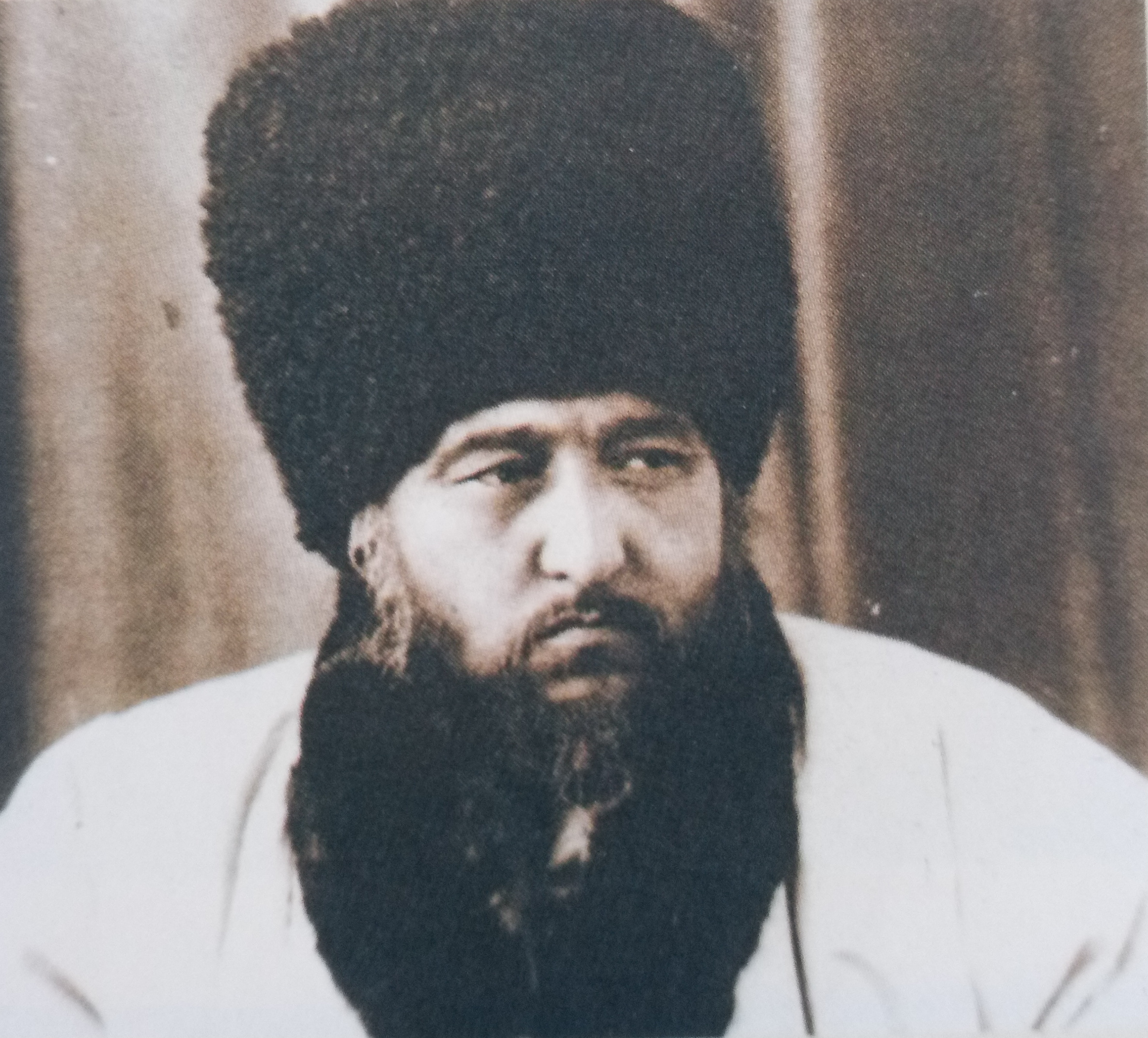
Der Auftraggeber für den Bau des Palasts, Khan Said Muhammad Rahim II.

Die Pläne für eine neue Palastanlage für die Familie des Khans entstanden in den 1890er-Jahren. Aufgrund mangelnder Flächen im Stadtkern Ichan Qalʼа wurde die Palastanlage außerhalb des historischen Stadtzentrums im Nordwesten Chiwas auf dem Gebiet einer ehemaligen Parkanlage erbaut. Die Parkanlage war vor Baubeginn im Besitz des wohlhabenden Kaufmannes Nurulla Bei, der dem Verkauf seines Grundstückes nur unter der Bedingung zustimmte, dass die entstehende Palastanlage künftig seinen Namen tragen sollte. Aufgrund dieser Begebenheit trägt der Palast bis heute den Namen des Kaufmannes.
Die Bauarbeiten für den Nurulla-Bei-Palast begannen im Jahr 1904 und wurden unter dem neuen Khan Esfendijar, der nach dem Tod seines Vaters Rahim II. im Jahr 1910 dessen Amt übernommen hatte, fortgesetzt. An dem Bau waren neben Handwerkern und Künstlern aus Chiwa auch Spezialisten aus Russland und Deutschland beteiligt, die auf die Gestaltung der Anlage Einfluss nahmen. Auch ein Teil der Baumaterialien wurde importiert, darunter die verwendeten Fliesen und Keramikarbeiten, die überwiegend in Sankt Petersburg gefertigt wurden.
Die Fertigstellung des Palastes erfolge im Jahr 1912 und damit zwei Jahre nach dem Tod des ursprünglichen Bauherren. Das Bauwerk wurde daraufhin von dem Khan und seiner Familie als Residenz genutzt, bis mit dem Tod Esfendijars und der Eingliederung des Khanats in die neu gegründete Volksrepublik Choresmien im Jahr 1920 die Geschichte des Khanats von Chiwa endete.
In jüngerer Vergangenheit stand der Erhalt der Anlage im Vordergrund, unter anderem wurde im Jahr 2017 die Rekonstruktion der Wirtschaftsräume und des Harems abgeschlossen. Aufgrund der Lage außerhalb der UNESCO-Weltkulturerbestätte Ichan Qalʼа zählt der Nurulla-Bei-Palast nicht zu den bekanntesten Sehenswürdigkeiten der Stadt, ist aber trotzdem Teil zahlreicher touristischer Besuche in Chiwa.

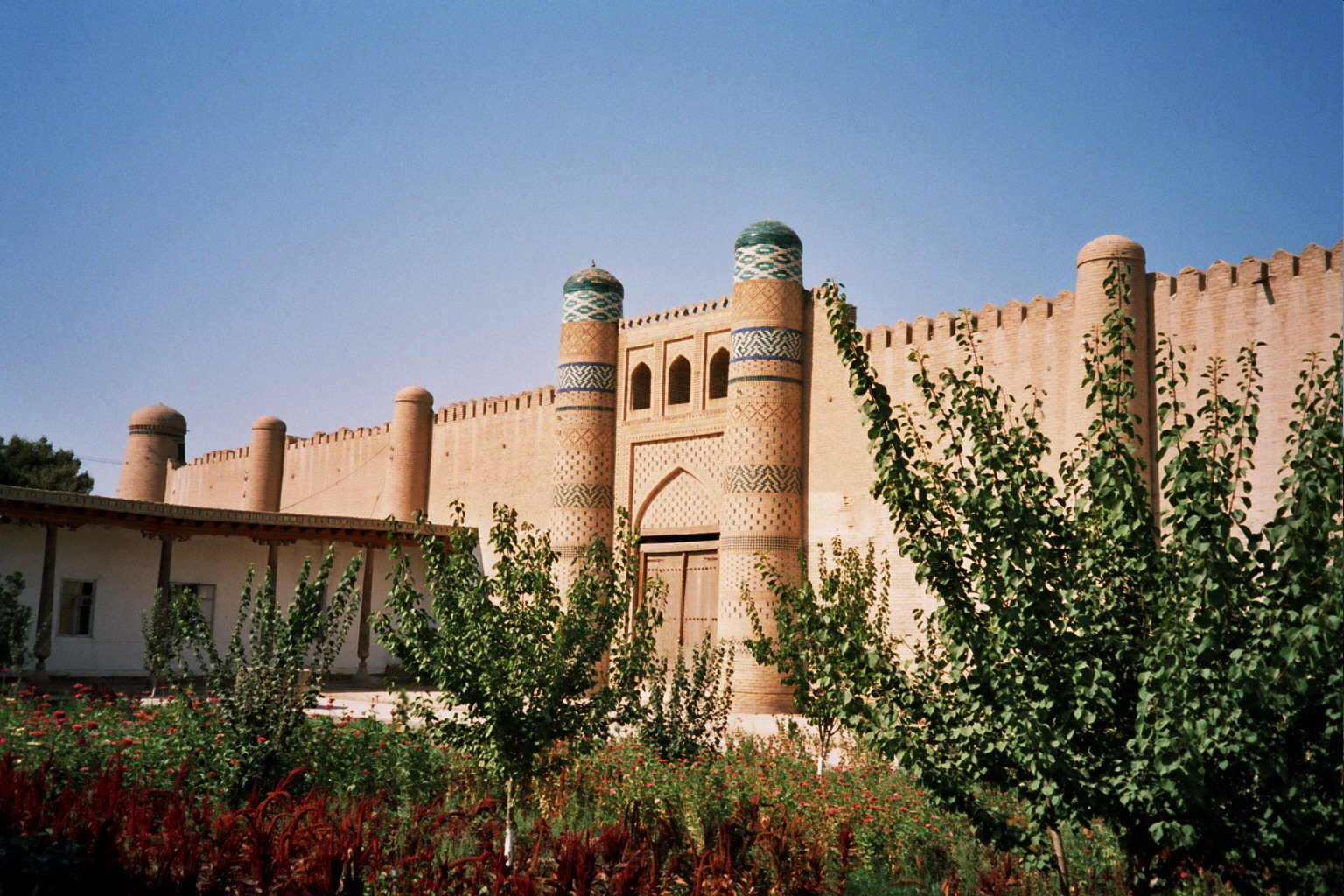
Außenansicht auf die umlaufende Palastmauer

## Beschreibung
Die gesamte Palastanlage erstreckt sich auf einer Fläche von 198 mal 143 Metern und umfasst eine kleine Parkanlage und mehrere Gebäude. Die Anlage ist von einer Ziegelmauer umschlossen, die von kleinen, ebenfalls aus Ziegeln gebauten Türmen gekrönt ist.
Zu den insgesamt mehr als 100 Räumen der Anlage gehören ein Harem, eine kleine Moschee, ein Stall und zahlreiche Räume für Bedienstete. Im prachtvoll ausgestatteten Hauptgebäude der Anlage gibt es neben drei unterschiedlich gestalteten Wohnräumen für die Familie des Khans einen Empfangsraum, einen Warteraum, einen Thronsaal und einen Bankettsaal. Diese Räume waren für den Empfang von Gästen bestimmt und außerordentlich reich verziert und ausgeschmückt. Bei der Innenausstattung des Gebäudes war der europäische Einfluss besonders ausgeprägt. Die Gestaltung von Boden, Fenstern und Decke erfolgte maßgeblich durch deutsche Handwerker und Künstler, während der besonders prachtvolle Thronsaal im Stile des Jugendstils insbesondere durch russische Stilelemente und Möbelstücke sowie einen prachtvollen Kronleuchter aus russischer Fertigung charakterisiert ist.
Insgesamt ist die Architektur des Gebäudes geprägt von einem Stilmix aus traditioneller orientalischer Architektur und europäischen Stilelementen.

## Galerie

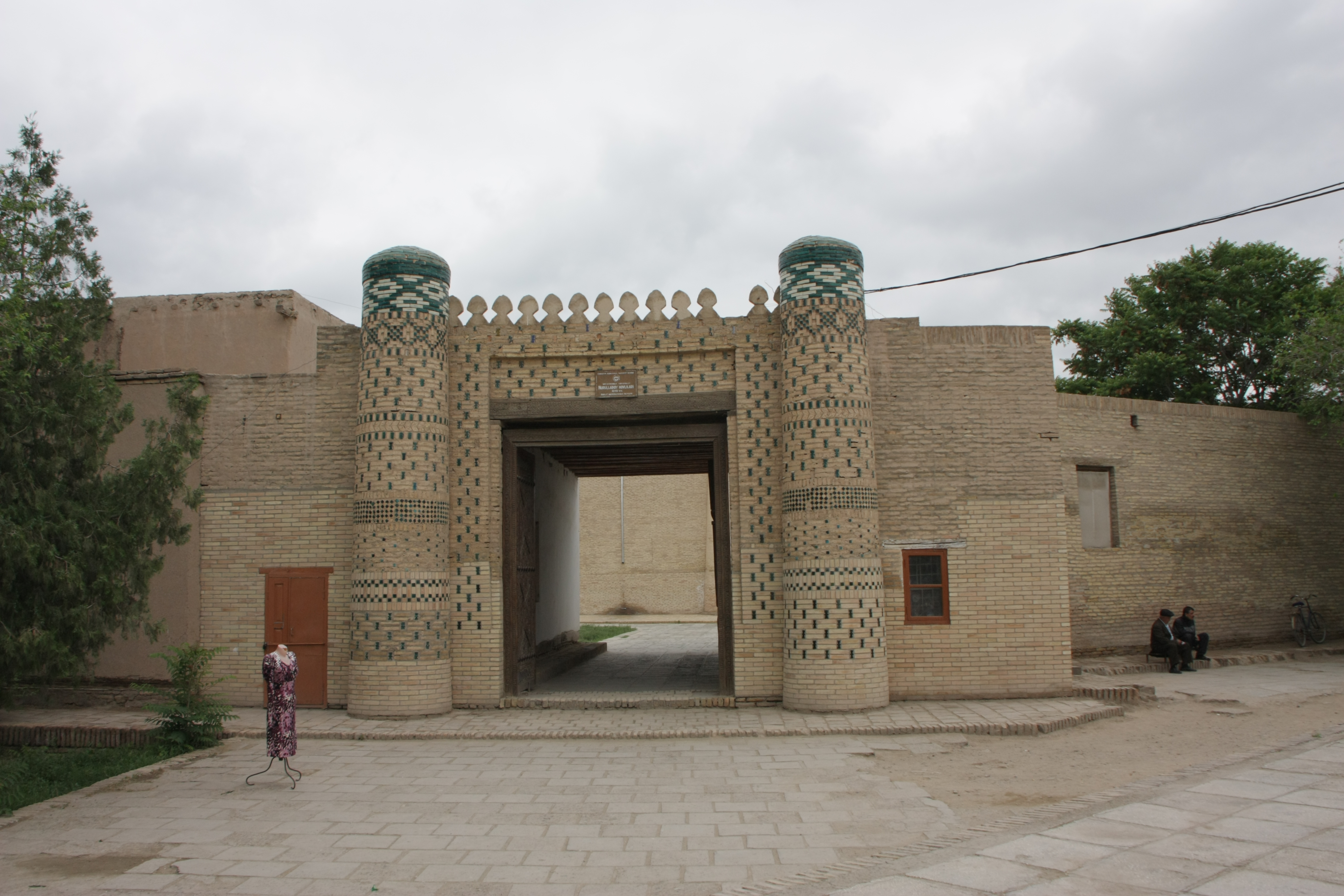
Tor in der Palastmauer
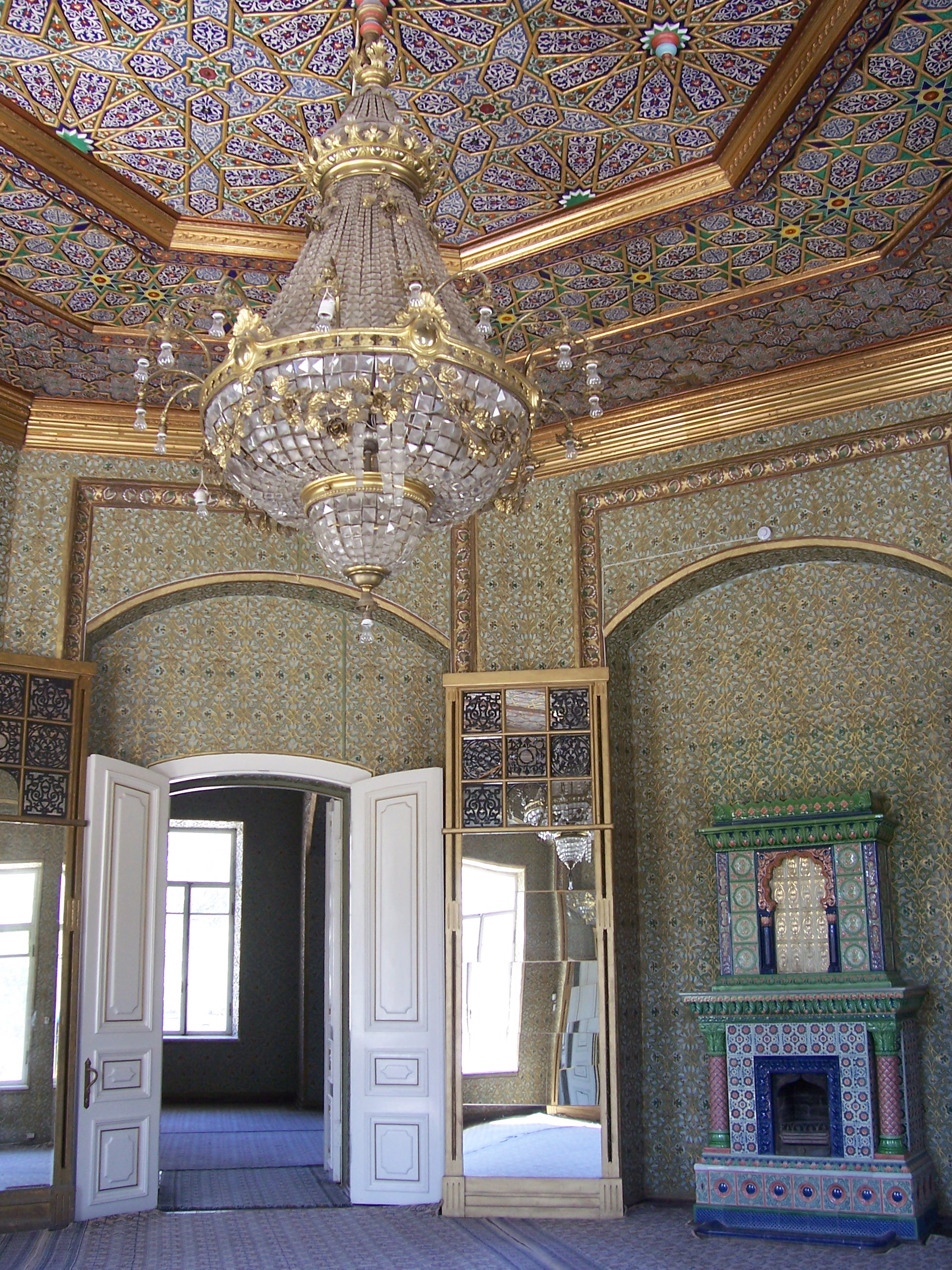
Thronsaal mit Kronleuchter
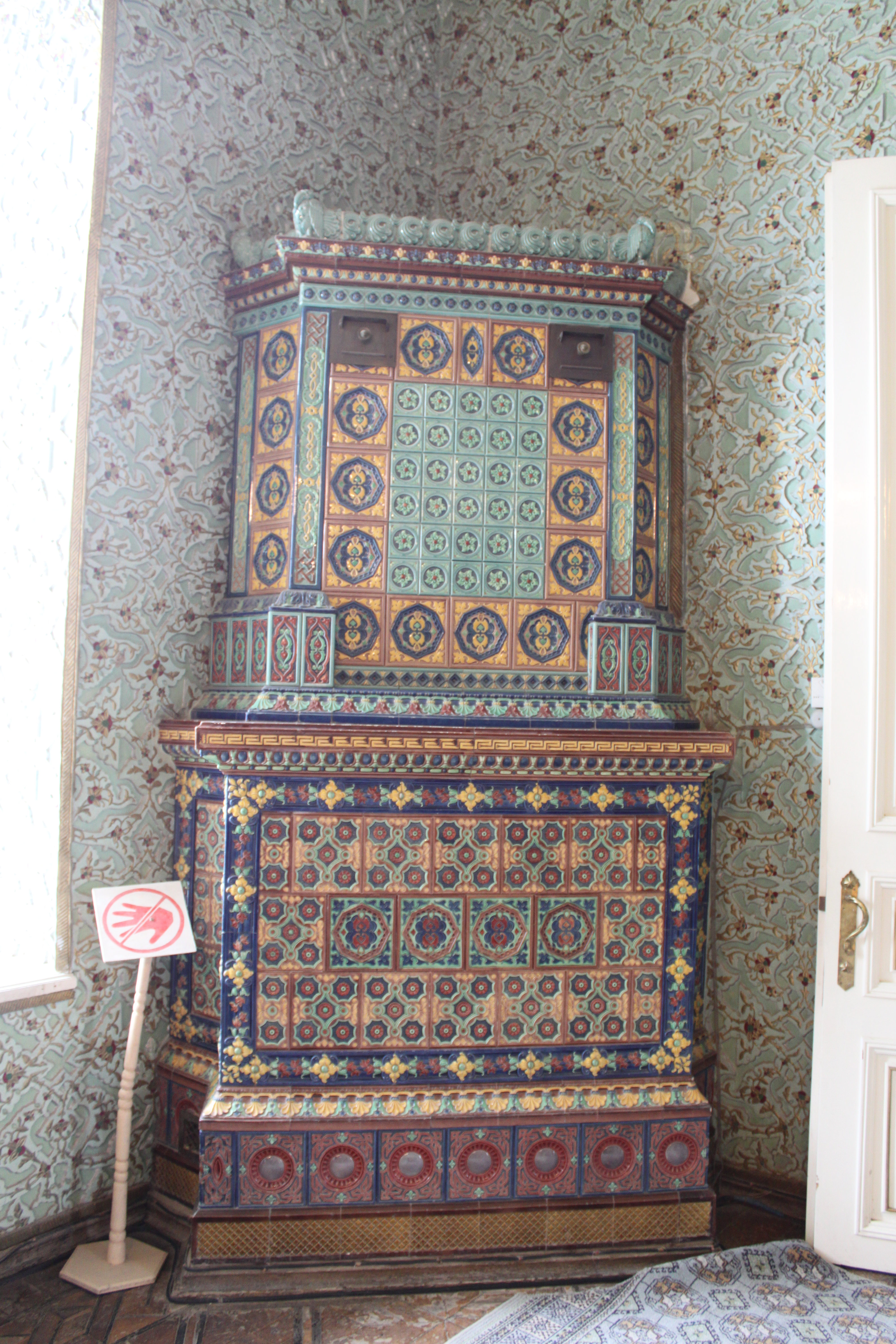
Verzierter Ofen
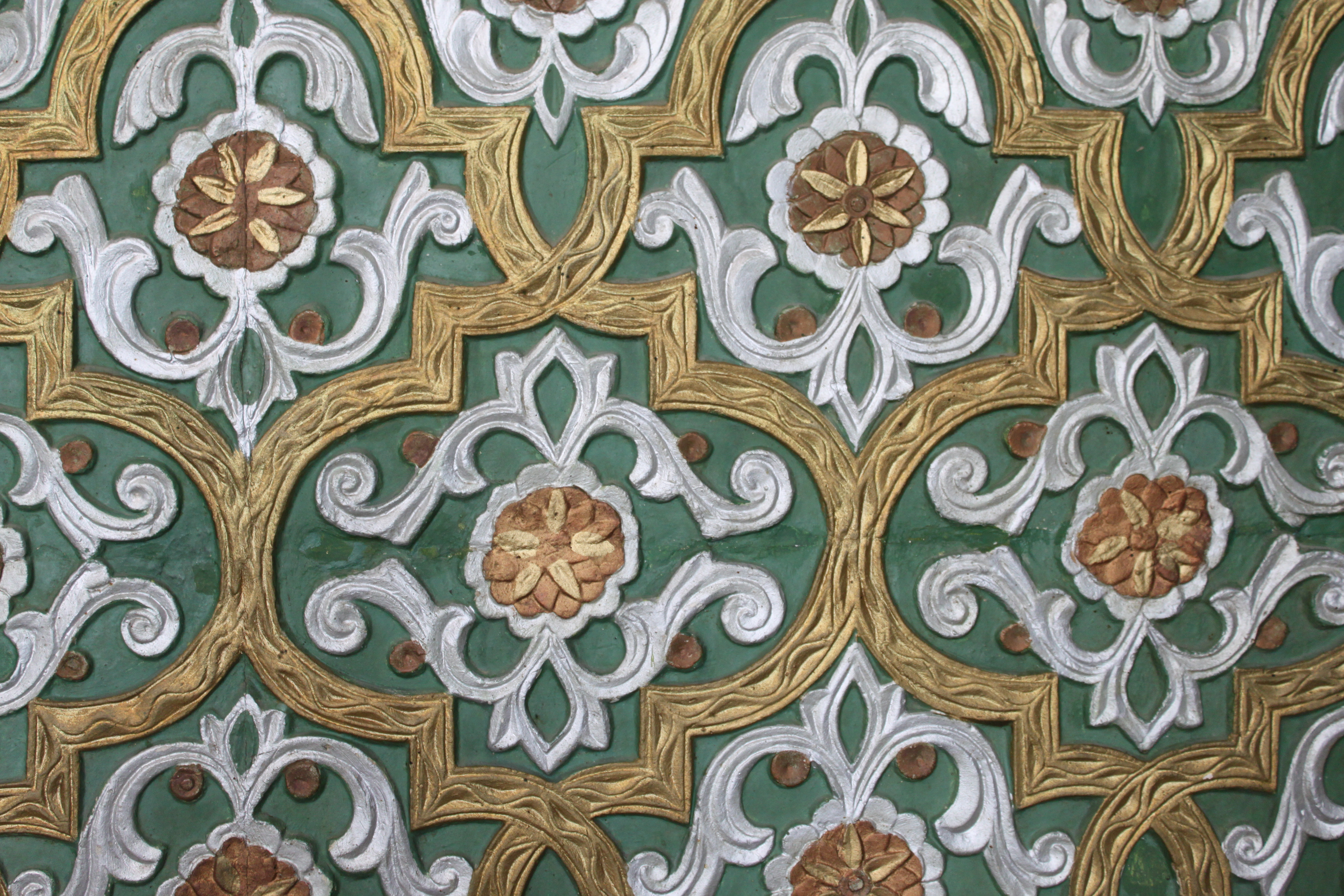
Detail der Wandverzierungen
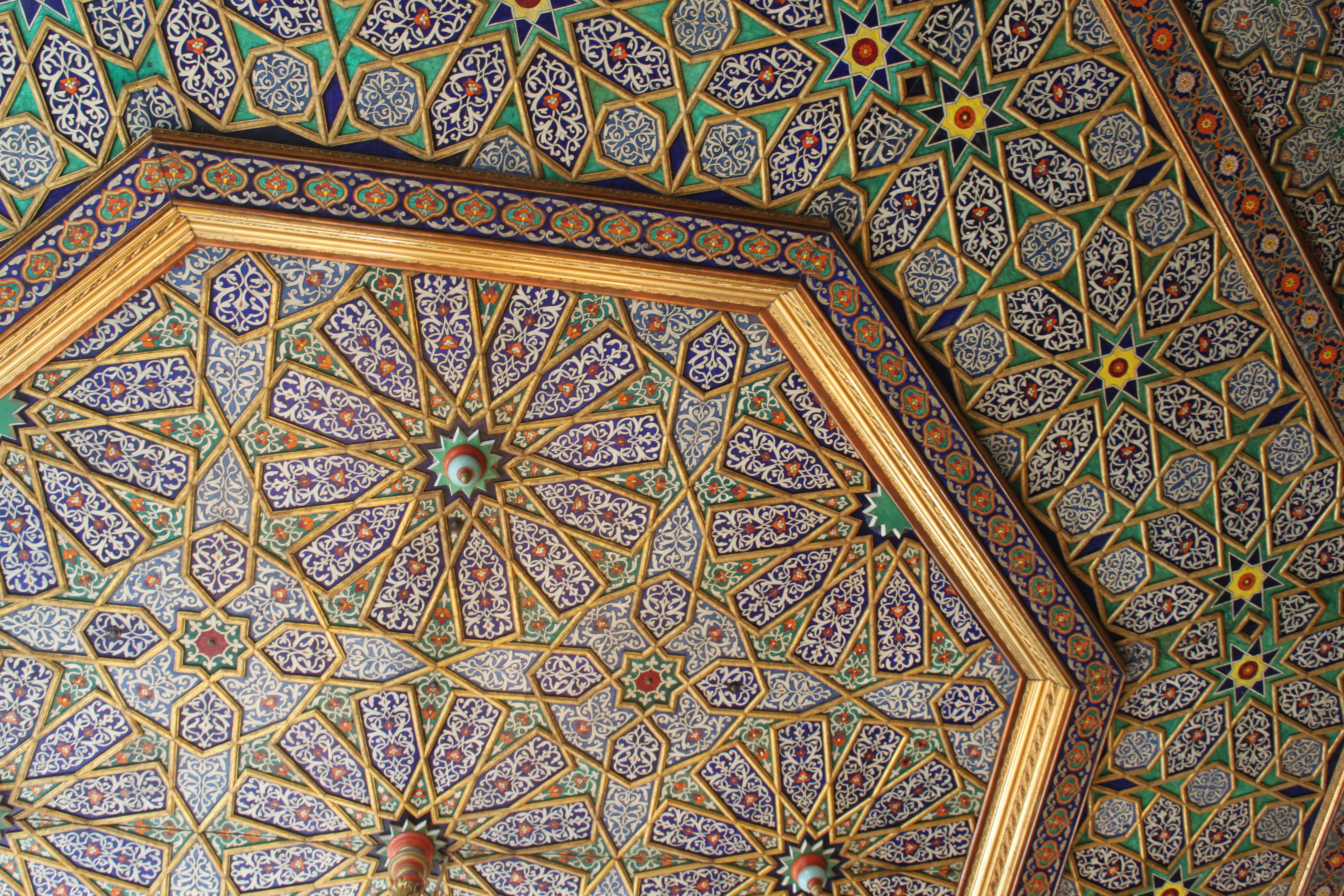
Detail der Deckengestaltung